# 關吉玉
關吉玉（1899年12月11日—1975年11月30日）字佩恒，滿族。盛京将軍管轄区奉天府遼陽县人，中華民國官員、政治家、經濟學家。

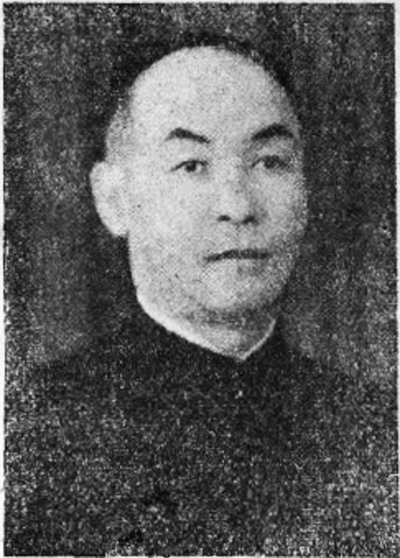
《中国当代名人传》中的關吉玉照片

## 生平
關吉玉幼年時代先後入私塾、中学学习。1924年（民国13年），入北京朝陽大学经济系，毕业後留学德国柏林大学。

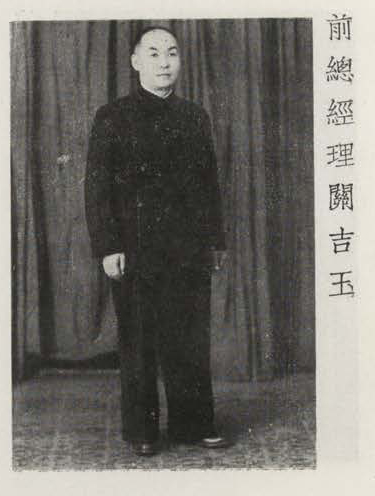

1932年（民国21年）归国，任国民政府財政部统税天津査验所査验員。嗣後历任主任、所長。1934年（民国23年），被任命为廬山軍官訓练团教官。翌年8月，调任財政部四川財政特派員。以後，历任四川省財務、税務方面職務。1937年（民国26年）1月，就任四川省政府委員。以後，任財政部四川区税務局局長。1939年（民国28年），任江蘇省政府委員兼財政厅厅長，兼任江蘇省銀行董事長。国民政府中央也任命其为行政院战区经理委員会副主任委員。1941年（民国30年）3月，任財政部田賦管理委員会主任委員。同年8月，任財政部賦税司司長。
1945年（民国34年）3月，任財政部貨物評価委員会主任委員。同年6月，任財政部税務署署長。同年9月，任松江省政府主席。1947年（民国36年）5月，任国民政府主席東北行轅经济委員会主任委員兼東北統一接收副主任委員。7月19日，國民政府派任關吉玉為國民大會代表立法院立法委員松江省選舉事務所主任委員。:8385-838610月，任糧食部政務次長；1948年5月，升任糧食部部長。1948年当选行憲国民大会代表。1949年（民国38年）6月，任蒙藏委員会委員長。10月，任財政部部長兼中央銀行总裁。
1950年（民国39年），任总统府国策顧問兼行政院設計委員会委員。1956年（民国45年），任高雄硫酸铵公司董事長。以後，历任考試院秘書長、国立政治大学教授、逢甲大学教授。1975年（民国64年），於臺北市長安東路创设中西開放醫院。同年11月30日，關吉玉病逝，享年77岁（满75歳）。

## 著作
- 《財政學》
- 《經濟學》
- 《中國戰時財政》
- 《田賦征實之理論與實務》
- 《中國稅制》
- 《十五年來中國經濟》
- 《中國糧食問題》
- 《四十年來之民國財政》
- 《租稅法規概論》